# August Barnstedt (Jurist, 1823)
Karl August Barnstedt (* 13. Oktober 1823 in Birkenfeld, Großherzogtum Oldenburg; † 8. November 1914 in Oldenburg) war ein deutscher Verwaltungsjurist und von 1881 bis 1901 Regierungspräsident des Fürstentums Birkenfeld, einer Exklave des Großherzogtums Oldenburg.

## Leben
Barnstedt wurde als Sohn des Obersteiner Amtsrichters und Oberjustizrats August Erich Julius Barnstedt (1793–1865) und dessen Ehefrau Marie Philippine geb. Göring (1801–1867) geboren. Er besuchte die Gymnasien in Kreuznach und Darmstadt und studierte anschließend von 1842 bis 1845 Rechtswissenschaften an der Ruprecht-Karls-Universität Heidelberg. Nach dem Studium ließ er sich zunächst als Anwalt in Birkenfeld nieder und trat 1850 in den oldenburgischen Staatsdienst.
Nach einer kurzen Tätigkeit als Amtsauditor in Minsen, Jever und Rastede wurde er, nach mit Bestnote bestandenem Examen, 1852 Sekretär bei der Regierung in Oldenburg. 1853 wurde er Amtsassessor, 1857 Regierungsassessor und 1863 schließlich Regierungsrat. Ab 1866 war Barnstedt Mitglied der Direktion der Ersparungskasse Oldenburg, der späteren Landessparkasse zu Oldenburg. Nach der oldenburgischen Verwaltungsreorganisation von 1868 wurde er 1869 zum Vortragenden Rat im Departement des Innern ernannt. Ab 1873 war er Oberregierungsrat. Von 1875 bis 1876 gehörte Barnstedt als Abgeordneter des oldenburgischen Wahlkreises Birkenfeld dem Oldenburgischen Landtag an.
Am 1. Oktober 1881 berief ihn der Großherzog Peter II. zum Vorsitzenden der Regierung im Fürstentum Birkenfeld, einer zum Großherzogtum Oldenburg gehörenden Exklave, mit dem Titel Regierungspräsident. Zu seinem 50-jährigen Dienstjubiläum 1900 erhielt Barnstedt den Titel Geheimer Rat. ab dem 1. Oktober 1901 wurde er auf eigenen Wunsch in den Ruhestand versetzt und erhielt vom Großherzog – entgegen dem Rat des Ministeriums – das Prädikat Exzellenz.
Als Birkenfelder Regierungspräsident setzte sich Barnstedt tatkräftig für den Ausbau des Landes ein, so wurden während Barnstedts Amtszeit zahlreiche Schulen, Krankenhäuser sowie Eisenbahnen, darunter die elektrische Straßenbahn Idar-Oberstein, gebaut. Da er allerdings die Verwaltung autokratisch führte, zog er sich trotz seiner Verdienste den Vorwurf der Rücksichtslosigkeit und der Willkür zu. Erst nach seinem Tode änderte sich diese Einschätzung und ihm wurde berufliche und persönliche Anerkennung zuteil.

### Weitere Tätigkeit
Seit 1874 gab Barnstedt die Zeitschrift für Verwaltungskunde und Rechtsprechung heraus.

## Familie
Barnstedt war zweimal verheiratet. Am 20. September 1854 heiratete er Ida Johanne von Negelein (1822–1856). Nach deren frühen Tod heiratete er am 4. Mai 1859 Marie Luise Groskopff (1836–1919), die Tochter des Rechtsanwalts Gerhard Groskopff.

## Auszeichnungen
- Oldenburgischer Haus- und Verdienstorden des Herzogs Peter Friedrich Ludwig
  - 1868 Ritterkreuz II. Klasse
  - 1872 Ritterkreuz I. Klasse
  - 1882 Kapitular-Ritter
  - 1884 Komturkreuz
  - 1894 Ehren-Großkomturkreuz
  - 1899 Kapitular-Großkomtur
- 1871 Verdienstkreuz für Aufopferung und Pflichttreue in Kriegszeiten
- Roter Adlerorden II. Klasse, 1894